# Одбојкашка репрезентација Сједињених Америчких Држава
Одбојкашка репрезентација Сједињених Америчких Држава представља национални одбојкашки тим Сједињених Америчких Држава на међународним такмичењима. Три пута је освојила турнир на Летњим олимпијским играма и једном Светско првенство.

### Наступи наСветским првенствима
| Година                 | Турнир             | Пласман          | ИГ               | П                | ИЗ               | ДС               | ИС               | СК               |
| ---------------------- | ------------------ | ---------------- | ---------------- | ---------------- | ---------------- | ---------------- | ---------------- | ---------------- |
| Чехословачка 1949.     | Није учествовала   | Није учествовала | Није учествовала | Није учествовала | Није учествовала | Није учествовала | Није учествовала | Није учествовала |
| Совјетски Савез 1952.  | Није учествовала   | Није учествовала | Није учествовала | Није учествовала | Није учествовала | Није учествовала | Није учествовала | Није учествовала |
| Француска 1956.        | Главна групна фаза | 6. место         | 10               | 5                | 5                | 18               | 18               | 1,000            |
| Бразил 1960.           | Главна групна фаза | 7. место         | 9                | 4                | 5                | 16               | 20               | 0,800            |
| Совјетски Савез 1962.  | Није учествовала   | Није учествовала | Није учествовала | Није учествовала | Није учествовала | Није учествовала | Није учествовала | Није учествовала |
| Чехословачка 1966.     | Групна фаза        | 11. место        | 11               | 6                | 5                | 23               | 20               | 1,150            |
| Бугарска 1970.         | Групна фаза        | 18. место        | 11               | 6                | 5                | 20               | 21               | 0,952            |
| Мексико 1974.          | Групна фаза        | 14. место        | 11               | 8                | 3                | 27               | 14               | 1,929            |
| Италија 1978.          | Групна фаза        | 19. место        | 9                | 4                | 5                | 15               | 16               | 0,938            |
| Аргентина 1982.        | Групна фаза        | 13. место        | 9                | 7                | 2                | 23               | 6                | 3,833            |
| Француска 1986.        | Финале             | Победник         | 8                | 7                | 1                | 22               | 6                | 3,667            |
| Бразил 1990.           | Групна фаза        | 13. место        | 6                | 3                | 3                | 10               | 11               | 0,909            |
| Грчка 1994.            | Полуфинале         | 3. место         | 6                | 5                | 1                | 17               | 7                | 2,423            |
| Јапан 1998.            | Друга групна фаза  | 9. место         | 12               | 6                | 6                | 23               | 21               | 1,095            |
| Аргентина 2002.        | Друга групна фаза  | 9. место         | 6                | 4                | 2                | 15               | 9                | 1,667            |
| Јапан 2006.            | Друга групна фаза  | 10. место        | 11               | 5                | 6                | 21               | 23               | 0,914            |
| Италија 2010.          | Трећа групна фаза  | 6. место         | 9                | 6                | 3                | 19               | 14               | 1,357            |
| Пољска 2014.           | Друга групна фаза  | 7. место         | 9                | 6                | 3                | 23               | 14               | 1,643            |
| Италија/Бугарска 2018. | Полуфинале         | 3. место         | 12               | 10               | 2                | 30               | 13               | 2,308            |
| Пољска/Словенија 2022. | Четвртфинале       | 6. место         | 5                | 3                | 2                | 12               | 8                | 1,500            |
| Укупно                 | 17/20              | (1-0-2)          | 154              | 95               | 59               | 334              | 241              | 1,386            |